# Volker Hinnenkamp
Volker Hinnenkamp (* 25. August 1951 in Witten, Ruhr) ist ein deutscher Soziolinguist und Hochschullehrer.

## Leben und Wirken
Nach seiner Reifeprüfung 1972 in Witten studierte Volker Hinnenkamp von 1972 bis 1980 Pädagogik, Soziologie, Psychologie, Linguistik und Anglistik an der Universität Bielefeld. 1980 erwarb er dort den Magistergrad und promovierte 1987 zum Dr. phil. bei Werner Kummerer. Von 1982 bis 1984 war er Lehrkraft für besondere Aufgaben an der Universität Bielefeld und von 1984 bis 1987 wissenschaftlicher Mitarbeiter an der Universität Augsburg am Lehrstuhl für Deutsche Philologie und Deutsch als Zweitsprache. 1988 wurde er dort Wissenschaftlicher Rat und habilitierte sich dort 1996. Er lehrte an dieser Universität bis 2002. Lehrstuhlvertretungen führten ihn u. a. an die Technische Universität Chemnitz (1997), Freie Universität Berlin (1998/99), die Universität Jena (1999) sowie an Hochschulen in Österreich, Kolumbien, Kuba, Usbekistan und Russland. Von 2002 bis zum Wintersemester 2018/19 war er Professor für Interkulturelle Kommunikation an der Hochschule Fulda.
In seinen zahlreichen Veröffentlichungen zur Soziolinguistik beschäftigt sich Volker Hinnenkamp vor allem auch mit der interkulturellen Kommunikation im Migrantenmilieu.

## Veröffentlichungen (Auswahl)
- Foreigner Talk und Tarzanisch. Eine vergleichende Studie über die Sprechweise gegenüber Ausländern am Beispiel des Deutschen und des Türkischen. Buske, Hamburg 1982, ISBN 3-87118-494-2.
- mit Margret Selting (Hrsg.): Stil und Stilisierung. Arbeiten zur interpretativen Soziolinguistik (= Linguistische Arbeiten, Bd. 235). Niemeyer, Tübingen 1989, ISBN 3-484-30235-6.
- Interaktionale Soziolinguistik und interkulturelle Kommunikation. Gesprächsmanagement zwischen Deutschen und Türken (= Linguistische Arbeiten, Bd. 232). Niemeyer, Tübingen 1989, ISBN 3-484-30232-1 (= Dissertation Universität Bielefeld).
- Interkulturelle Kommunikation (= Sonderbibliographien Sprachwissenschaft, Bd. 11 / Sonderband). Groos, Heidelberg 1984, ISBN 3-87276-716-X.
- Foreigner Talk, Codeswitching and the Concept of Trouble. In: Karlfried Knapp (Hrsg.): Analyzing intercultural communication (= Studies in anthropological linguistics, Bd. 1). Mouton de Gruyter, Berlin 1987, S. 137–180, ISBN 3-11-011246-9.
- "Gastarbeiterlinguistik" und die Ethnisierung der Gastarbeiter. In: Eckhard J. Dittrich (Hrsg.): Ethnizität. Wissenschaft und Minderheiten. Westdeutscher Verlag, Opladen 1990, S. 277–298, ISBN 3-531-12185-5.
- Mißverständnisse in Gesprächen. Eine empirische Untersuchung im Rahmen der interpretativen Soziolinguistik. Westdeutscher Verlag, Opladen 1998, ISBN 3-531-13074-9 (= Habilitationsschrift Universität Augsburg).
- Constructing misunderstanding as a cultural event. In: Aldo DiLuzio u. a. (Hrsg.): Culture in communication. Analyses of intercultural situations (= Pragmatics & beyond. New series, Bd. 81). Benjamins, Amsterdam 2001, S. 211–244, ISBN 1-55619-990-2.
- "Zwei zu bir miyudi?" Mischsprachliche Varietäten von Migrantenjugendlichen im Hybridsdiskurs. In: Volker Hinnenkamp (Hrsg., mit Katharina Meng): Sprachgrenzen überspringen. Sprachliche Hybridität und polykulturelles Selbstverständnis (= Studien zur deutschen Sprache, Bd. 32). Narr, Tübingen 2005, S. 51–103, ISBN 978-3-8233-6145-9.
- Vom Nutzen einer hybriden Sprache. In: Wolf-Dietrich Bukow (Hrsg.): Was heißt hier Parallelgesellschaft? Vom Umgang mit Differenzen (= Interkulturelle Studien, Bd. 19). VS Verlag für Sozialwissenschaft, Wiesbaden 2007, S. 175–199, ISBN 3-531-15485-0.
- Sprachliche Hybridität, polykulturelle Selbstverständnisse und "Parallelgesellschaft". In: Gudrun Hentges, Volker Hinnenkamp, Almut Zwengel (Hrsg.): Migrations- und Integrationsforschung in der Diskussion. Biografie, Sprache und Bildung als zentrale Bezugspunkte. VS Verlag für Sozialwissenschaften, Wiesbaden 2008, ISBN 978-3-531-15318-6, S. 231–254.
- Irritationen schulischer Routine. Praxen der Vielsprachigkeit. Ein exemplarischer Blick in polylinguale Chat-Kommunikation. In: Sigrid Karin Amos u. a. (Hrsg.): Öffentliche Erziehung revisited. Erziehung, Politik und Gesellschaft im Diskurs. VS Verlag für Sozialwissenschaft, Wiesbaden 2010, S. 301–322, ISBN 978-3-531-17061-9.
- Kompetenz oder Notlösung? Gemischtsprachige (deutsch-türkische) konversationelle Erzählungen. Soziolinguistische Perspektiven. In: Şeyda Ozil (Hrsg.): Türkisch-deutscher Kulturkontakt und Kulturtransfer. Kontroversen und Lernprozesse. V & R Unipress, Göttingen 2011, S. 57–71, ISBN 3-89971-858-5.
- Alltagserzählungen in Situationen lebensweltlicher Mehrsprachlichkeit. In: Volker Hinnenkamp (Mithrsg.): Lebenswelt und Ethnographie. Oldib Verlag, Essen 2012, S. 119–134, ISBN 978-3-939556-33-6.
- (Hrsg.): Interkulturalität und europäische Integration. Ibidem-Verlag, Stuttgart 2013, ISBN 3-8382-0573-1.
- Languaging in the global contact zone. Polylingual performances as transcultural interface. In: Kerstin Karrazi u. a. (Hrsg.): Migration, Religion, Identität. Aspekte transkultureller Prozesse. Springer VS, Wiesbaden 2016, S. 139–165, ISBN 3-658-06509-5.
- (Mithrsg.): Die Hochschule als interkultureller Aushandlungsraum. Eine Bildungs-Exploration am Beispiel eines internationalen Studiengangs. Springer VS, Wiesbaden 2017, ISBN 978-3-658-17047-9.
- What's the point? Ein Versuch anhand semiotischer Schnipsel. Oder: wie unversehens Gesellschaft einkehrt. In: Gregor Betz u. a. (Hrsg.): Soziologische Experimentialität. Wechselwirkungen zwischen Disziplin und Gegenstand. Beltz, Weinheim 2021, S. 229–242, ISBN 978-3-7799-6200-7.